# Dust Vand
Dust Vand (în persană دوستوند, romanizat și ca Dūst Vand și Dūstvand) este un sat din districtul rural Baladarband, în districtul central al județului Kermanshah, provincia Kermanshah, Iran. La recensământul din 2006, populația sa era de 298 de locuitori, în 69 de familii.